# 銀座みゆき館劇場
銀座みゆき館劇場（ぎんざみゆきかんげきじょう）は、東京都中央区にあった劇場である。客席数は80席。劇場は地下にあり、同じビルには、この劇場の名にちなみ「みゆき館」という喫茶店が1階にある。1980年開館。
系列の銀座能楽堂とともに、2015年12月閉館した。

## アクセス
- 東京メトロ銀座線・丸ノ内線・日比谷線・銀座駅徒歩3分
- JR東日本・有楽町駅徒歩10分